# Werner Pöhlert
Werner Pöhlert (* 30. September 1928 in Hamburg; † 30. September 2000) war ein Jazzgitarrist und -publizist. Er wurde 1956/57 und 1958 im Jazz-Poll der Zeitschrift Die Gondel zum besten deutschen Jazz-Gitarristen gewählt. Zu dieser Zeit war er Mitglied des Wolfgang Lauth Quartetts. 1956 startete das Lauth-Quartett die Konzertreihe „Jazz und Alte Musik“. Zusammen mit Dr. Tröller, der an der Mannheimer Musikhochschule Musikgeschichte lehrte, und Joachim-Ernst Behrendt (Jazzredaktion des Südwestfunk) entstand ein zweistündiger Vortrag, der die Parallelen zwischen der Improvisation im Barock und im Jazz aufzeigte. „Jazz und Alte Musik“ wurde zur erfolgreichsten Tournee und Veranstaltungsreihe der Deutschen Jazz Föderation. In den 1960er Jahren zog er sich von der Jazzszene zurück und verlagerte seinen Schwerpunkt zu Unterrichtstätigkeit und klassischer Gitarre. 1962/63 studierte er Alte Musik an der Schola Cantorum Basiliensis in Basel/Schweiz, und gründete anschließend eine Schule für Jazz und Alte Musik in Mannheim. Er trat als klassischer Gitarrensolist auf und engagierte sich für die Etablierung der Gitarre als Hochschulfach. Mit mehreren Renaissance-Ensembles nahm Pöhlert in den 1960er und 70er Jahren zahlreiche Schallplatten auf und gastierte beim Flandern-Festival in Brügge. Überdies hinaus war er als Hochschuldozent tätig. Eines seiner Werke ist sein Buch Grundlagenharmonik.
Pöhlert war Gitarrist in der nach ihm benannten „Werner Pöhlert Combo“. Sein Adoptiv-Sohn Jochen Pöhlert (* 1957) studierte bei ihm Musik und war auch Gitarrist in seiner Combo.

## Werke
- Schule für Elektro-Baß, Zimmermann, 1959
- Der Dauerquintfall: seine Erklärung durch die Quintfall-Drehscheibe auf Basis der Grundlagenharmonik. Grundlagen zur Improvisation und Komposition, zum Begleiten und Liedermachen (mit Jochen Schulte), 1984, ISBN 3-921729-22-X
- Schule für authentisches Jazz-Piano & Keyboard. Moderne Grundlagentechniken auf Basis der Pöhlertschen Grundlagenharmonik, 1991, ISBN 3-87742-059-1
- Analyse der Skalen"theorie" auf Basis der Pöhlertschen Grundlagenharmonik, Zimmermann, ISBN 3-921729-36-X
- Pöhlert's Gitarre Pages, Zimmermann, 1994, ISBN 3-87742-091-5
- Pöhlert's Baß Pages, Schimper, 1995, ISBN 3-87742-093-1
- Pöhlert's Piano & Keyboard Pages, Schimper, 1996, ISBN 3-87742-104-0
- Basic Mediantic., Blues Mediantic, Schimper, ISBN 3-87742-067-2
- Grundlagenharmonik und grundlagenharmonisches Denken, Zimmermann, ISBN 3-87742-160-1